# Río Nevėžis
El Nevėžis ([nʲɛˈvʲěːʑɪs]ⓘ) es el sexto río más largo de Lituania y uno de los principales afluentes del Niemen. Su longitud es 209 kilómetros, y que sólo dentro de las corrientes de los confines geográficos de Lituania. Río Nevėžis tiene alrededor de setenta afluentes.